# اگواس کالینتس (جوجوی)
اگواس کالینتس (جوجوی) (به اسپانیایی: Aguas Calientes (Jujuy)) یک منطقهٔ مسکونی در آرژانتین است که در ایالت خوخوی واقع شده‌است.

## خصوصیات
اگواس کالینتس ۳٬۴۳۶ نفر جمعیت دارد.